# Francisco Maria de Vasconcelos

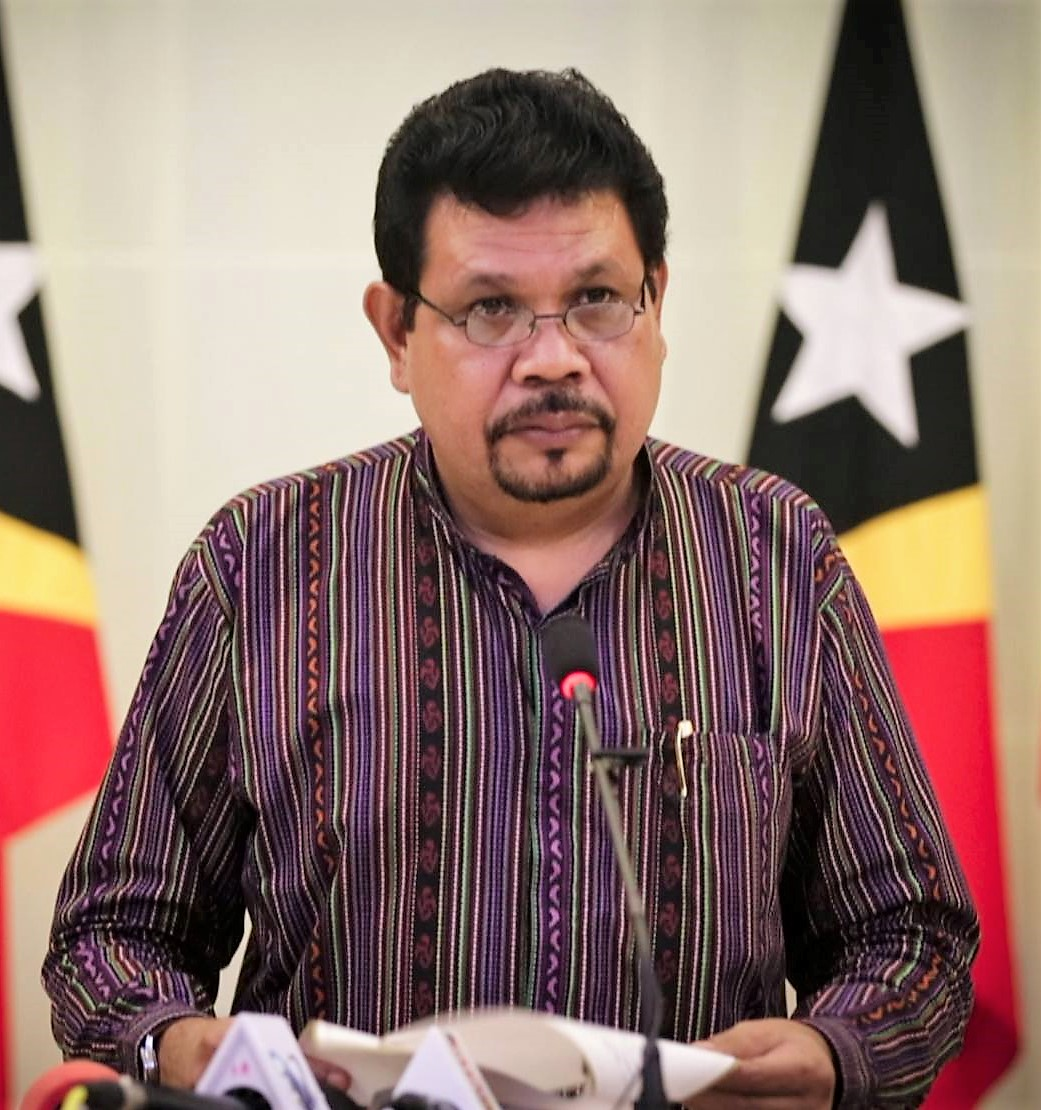
Francisco Maria de Vasconcelos (2018)

Francisco Maria de Vasconcelos Ximenes (* 20. April 1965) ist ein protestantischer Geistlicher aus Osttimor. Von 2017 bis 2022 war er der zivile Stabschef von Staatspräsident Francisco Guterres. Vasconcelos ist Mitglied der FRETILIN und war mit dem Titel eines Moderators bis 2008 Oberhaupt der Protestantischen Kirche in Osttimor (IPTL).

## Werdegang
Nach der Schule in Dili schloss er 1985 ein Studium an der Universitas Kristen Duta Wacana (UKDW) im indonesischen Yogyakarta ab.
Während der Krise in Osttimor 1999 war Vasconcelos Generalsekretär der Christlichen Kirche Osttimors (GKTT), der heutigen IPTL, und amtsführender Moderator, in Vertretung von  Arlindo Marçal, der in die Politik wechselte. Von Vasconcelos wurde fälschlicherweise gemeldet, dass er bei der Gewaltwelle erschossen worden wäre. Er hatte sich jedoch mit etwa hundert anderen Flüchtlingen in die Berge bei Dili vor den Unruhen in Sicherheit gebracht.
2003 kam es bei einer Synode der IPTL zum Eklat zwischen dem prominenten Pastor Daniel Marçal, einem Cousin von Arlindo, und Vasconcelos. Vasconcelos schlug Daniel Marçal ein blaues Auge und wurde deswegen verhaftet. Marçal setzte sich danach für die Freilassung von Vasconcelos ein. Vasconcelos versöhnte sich wieder mit ihm. Allgemein wird die große Belastung, die auf Vasconcelos lag, als Grund für den Zwischenfall angesehen. Im Juli 2004 wurde Vasconcelos zum offiziellen Moderator der Kirche gewählt. Im Juli 2008 endete seine Amtszeit.
2017 wurde Vasconcelos zum zivilen Stabschef (Chefe de Casa Civil) von Staatspräsident Guterres ernannt. 2019 wurde er zum offiziellen Gesandten des Präsidenten bei der 73. Generalversammlung der Vereinten Nationen ernannt. Mit Ende der Amtszeit von Guterres endete auch jene von Vasconcelos.

## Sonstiges
Vasconcelos war seit Februar 1997 mit Eugenie A. Tatuluse verheiratet, die 2021 verstarb. Sie stammte aus Nordsulawesi und war seit 1999 in der IPTL aktiv. Wenige Tage nach Tatuluse, starb auch Ana Maria Fernandes de Vasconcelos, die Mutter von Francisco im Alter von 107 Jahren.
Franciscos Vater Vincente de Vasconcelos Ximenes war der erste Moderator der Protestantischen Kirche. Premierminister Taur Matan Ruak ist ein Cousin von Francisco. Auch dessen Brüder Francisco de Vasconcelos und Agostinho de Vasconselos sind protestantische Pastoren.
Am 19. Mai 2022 erhielt Vasconcelos den Ordem de Timor-Leste.